# Behind
「Behind」（ビハインド）は、2000年8月にリリースされたFANATIC◇CRISISの通算16枚目のシングルである。

## 解説
前作より2ヵ月半ぶりにリリースされたシングル。「DEFECT LOVER COMPLEX」と同時リリースで、1996年の「月の花」と「Rain」以来の2作同時シングルリリース。
前作同様インディーズからのリリースであるが、初動・累計ともに前作を4〜5000枚程上回った。
タイトル曲はTBS系ドラマ『20歳の結婚』OPテーマ。

## 収録曲
全作詞・作曲：石月努、編曲：神林義弘・FANATIC◇CRISIS
1. Behind [4:04]
2. ノイド [4:02]
3. オブラート [3:36]

## 収録作品
- EAS（#1）
- THE BEST of FANATIC◇CRISIS Single Collection01（#1）
- THE BEST of FANATIC◇CRISIS B-Side Collection（#2,3）